# Препарирање животиња
Препарирање је способност очувања тела животиње путем пуњења, у сврху излагања или проучавања. Животиње се често, али не увек, приказују као у животном стању. Реч таксидермија (препарирање) описује процес очувања животиње и потиче од грчких речи taxis и derma.  Taxis  значи "уређење", а derma  значи "кожа".  Реч таксидермија се преводи као "уређење коже". 
Препарирање се практикује првенствено на кичмењацима  (сисарима, птицама, рибама, гмизавцима и ређе на водоземцима), али се такође може урадити и на већим инсектима и пауковима  под одређеним околностима. Препарирање поприма бројне облике и сврхе, укључујући ловачке трофеје и изложбе у музејима природне историје. Музеји га користе као метод за бележење врста, укључујући и оне које су изумрле и угрожене,  у природној величини. Понекад се користи и као средство за сећање на кућне љубимце. 

## Историја

### Технике штављења и пуњења
Очување животињских кожа се практикује дуго времена. Пронађене су балзамоване животиње са египатским мумијама. Иако балзамовање укључује употребу животних поза, не сматра се препарирањем. У средњем веку астролози и апотекари су показивали грубе примере препарирања. Најраније методе чувања птица за кабинете природне историје објавио је Реомир у Француској 1748. године. Технике је описао 1752. М.Б. Столас. У то време било је неколико пионира препарирања у Француској, Немачкој, Данској и Енглеској. Неко време се за обликовање неких меких делова користила глина, али је то отежавало примерке.  
До 19. века, скоро сваки град је имао посао штављења коже.  У 19. веку, ловци су почели да доносе своје трофеје у тапетарске радње, где су тапетари заправо зашивали животињске коже и пунили их крпама и памуком. Термин "пуњење" или "пуњена животиња" је еволуирао из овог грубог облика препарирања. Ускоро су уследила софистициранија жичана тела обмотана памуком која подржавају пришивене осушене коже. У Француској, Луј Дифрен, препаратор у Музеју историје природе од 1793, популаризовао је сапун од арсена у чланку у Nouveau dictionnaire d'histoire naturelle (1803–1804). Ова техника је омогућила музеју да направи највећу колекцију птица на свету. 
Дифренове методе прошириле су се на Енглеску почетком 19. века, где су ажуриране и развијене нетоксичне методе од стране водећих природњака тог времена, укључујући Роуланда Варда и Монтеги Брауна.  Вард је основао једну од најранијих фирми за препарирање. Међутим, уметност је остала релативно неразвијена, а створени примерци су остали крути и неуверљиви. 

### Златно доба препарирања
Златно доба препарирања било је током викторијанске ере, када су пуњене животиње постале популаран део дизајна ентеријера и декорације.  Енглески орнитолог Џон Хенкок сматра се оцем модерне таксидермије.  Страствени сакупљач птица, које би сам устрелио, почео је да их моделира глином и излива у гипсу.
За Велику изложбу 1851. у Лондону, поставио је серију пуњених птица као изложбу. Оне су изазвале велико интересовање међу јавности и научницима који су их сматрали супериорнијим у односу на раније моделе. 
Прикази птица били су посебно уобичајени у викторијанским домовима средње класе - чак је и краљица Викторија прикупила импресивну колекцију птица. Препарирање су такође све више користили ожалошћени власници мртвих кућних љубимаца да би их "васкрснули". 
Крајем 19. века постао је популаран стил познат као антропоморфна таксидермија. "Викторијански хир", пуњене животиње су биле обучене као људи или приказане као да се баве људским активностима. Рани пример овог жанра изложио је Херман Плоке из Штутгарта, Немачка, на Великој изложби у Лондону. 

### 20. век
Почетком 20. века, препарирање је напредовало под вођством уметника као што су Карл Акеле, Џејмс Л. Кларк, Вилијам Т. Хорнадеј, Колеман Џонс, и др. Ови и други мајстори су развили анатомски тачне фигуре са уграђеним сваким детаљем, у уметнички занимљивим позама, у реалистичним окружењима и позама које су се сматрале прикладним за ту врсту. 
Додатна модерна употреба препарирања била је употреба "лажног препарирања" или лажних животињских глава које се ослањају на инспирацију традиционалног препарирања. Декорисање извајаним лажним животињским главама од синтетичких материјала, које су офарбане у различите боје постало је популаран тренд у дизајну ентеријера. 
- 1. Мерење димензија
- 2. Скидање коже. (Белешке о унутрашњим органима се врше)
- 3. Кожа се пуни памуком
- 4. Завршена кожа је означена подацима

## Препарирање животиња у Србији
Правилником о одређивању послова који се сматрају старим и уметничким занатима, односно пословима домаће радиности, начину сертификовања истих и вођењу посебне евиденције издатих сертификата ("Службени гласник РС", број 56/2012), препарирање и пуњење птица и животиња сврстано је у старе занате.
У Србији постоји неколико студија и фирми које се баве препарирањем животиња и птица. Дејан Марић из Ужица се бави овим послом од своје 15 године.  Драган Милосављевић – Малац из Дреновца код Параћина пуних 45 година препарира животиње и до сада је кроз његове руке прошло око 15000 препарата. Овај Дреновчанин годишње препарира од 300 до 500 животиња. "Тренутно обрађујем комплетан рибљи свет река Србије за Музеј ихтиологије у оснивању при једном од факултета у Крагујевцу. Део сам завршио и професори су однели петнаестак врста риба, а радићу још деверику, младицу, липљан...Риба се, иначе, тешко препарира, а најтеже јој је одрати кожу да се не скине боја." Валентина Владушић Немет у препараторском студију у својој кући у Бачкој Тополи препарира бројне животиње, од миша до крокодила, афричких и азијских егзотичних и нама неприступачних животиња, а најдражи су јој, како истиче, ситни сисари. Мајстор Мирослав Атарац из Сремске Митровице: "Препарирање птица је веома захтеван посао. Потребно је животињу пажљиво огулити тако да на кожи нема оштећења. Кожа се премазује формалином да се сачува, навуче на костур од жице и унутрашњост јој се напуни ватом."